# Martin Gujan
Martin Gujan (16 de abril de 1982) es un deportista suizo que compite en ciclismo de montaña en la disciplina de campo a través. Ganó dos medallas de plata en el Campeonato Europeo de Ciclismo de Montaña, en los años 2011 y 2012.

## Palmarés internacional
| Campeonato Europeo | Campeonato Europeo   | Campeonato Europeo | Campeonato Europeo         |
| Año                | Lugar                | Medalla            | Competición                |
| ------------------ | -------------------- | ------------------ | -------------------------- |
| 2011               | Dohňany (Eslovaquia) | Medalla de plata   | Campo a través por relevos |
| 2012               | Moscú (Rusia)        | Medalla de plata   | Campo a través por relevos |